# N,N-Диметилацетамид
N,N-Диметилацетамид — органическое вещество, диметиламид уксусной кислоты.

## Физические свойства
Представляет собой бесцветную гигроскопичную жидкость. Диметилацетамид смешивается с водой и органическими растворителями, хорошо растворяет непредельные алифатические углеводороды и многие неорганические соединения. С уксусной кислотой диметилацетамид образует азеотропную смесь (21,1 % масс. уксусной кислоты, т. кип. 170,8 °C).

## Химические свойства
Диметилацетамид является очень слабым основанием, при этом основность возрастает в растворе уксусного ангидрида, в котором он может быть оттитрован 0,1 М раствором хлорной кислоты в уксусной кислоте.
Диметилацетамид подвергается гидролизу в кислой и щелочной среде, вступает в реакции алкоголиза и переацилирования.
{\displaystyle {\mathsf {CH_{3}CON(CH_{3})_{2}+ROH{\xrightarrow {H^{+}}}CH_{3}COOR+(CH_{3})_{2}NH}}}
{\displaystyle {\mathsf {CH_{3}CON(CH_{3})_{2}+RCOOH\rightarrow RCON(CH_{3})_{2}+CH_{3}COOH}}}

## Получение
Промышленное получение диметилацетамида.
В промышленности диметилацетамид получают взаимодействием диметиламина:
- с уксусной кислотой

{\displaystyle {\mathsf {CH_{3}COOH+(CH_{3})_{2}NH{\xrightarrow {40^{o}C}}CH_{3}COOH*HN(CH_{3})_{2}}}}
{\displaystyle {\mathsf {CH_{3}COOH*HN(CH_{3})_{2}{\xrightarrow {135-140^{o}C}}CH_{3}CON(CH_{3})_{2}+H_{2}O}}}
В первом процессе на первой стадии при 40 °C получают ацетат диметиламина, который затем дегидратируют в токе диметиламина при 135—140 °C.
- с уксусным ангидридом:

{\displaystyle {\mathsf {(CH_{3}CO)_{2}O+(CH_{3})_{2}NH{\xrightarrow {t}}CH_{3}CON(CH_{3})_{2}+CH_{3}COOH}}}
- со сложными эфирами уксусной кислоты:

{\displaystyle {\mathsf {CH_{3}COOR+(CH_{3})_{2}NH{\xrightarrow {t}}CH_{3}CON(CH_{3})_{2}+ROH}}}
Существует также парофазный метод синтеза, в котором используются водоотнимающие катализаторы (оксид алюминия и др.). Конверсия уксусной кислоты за один проход в таком синтезе составляет 95—99 %.
Лабораторные методы получения диметилацетамида.
Препаративные синтезы основаны на реакции диметиламина с уксусным ангидридом, ацетилхлоридом или кетеном. 
{\displaystyle {\mathsf {CH_{3}COCl+(CH_{3})_{2}NH{\xrightarrow {AlCl_{3}}}CH_{3}CON(CH_{3})_{2}+HCl}}}
{\displaystyle {\mathsf {H_{2}C=C=O+(CH_{3})_{2}NH\rightarrow CH_{3}CON(CH_{3})_{2}}}}
Взаимодействие метанола с ацетонитрилом приводит к образованию диметилацетамида:
{\displaystyle {\mathsf {2CH_{3}OH+CH_{3}CN{\xrightarrow {CuCN}}CH_{3}CON(CH_{3})_{2}+H_{2}O}}}
Карбонилирование триметиламина также является методом получения диметилацетамида:
{\displaystyle {\mathsf {(CH_{3})_{3}N+CO\rightarrow CH_{3}CON(CH_{3})_{2}}}}
Применяются также реакции переацилирования диметилформамида или гексаметапола:
{\displaystyle {\mathsf {HCON(CH_{3})_{2}+CH_{3}Cl{\xrightarrow {AlCl_{3}}}CH_{3}CON(CH_{3})_{2}+HCl}}}
{\displaystyle {\mathsf {[(CH_{3})_{2}N]_{3}PO+CH_{3}COCl{\xrightarrow {AlCl_{3}}}CH_{3}CON(CH_{3})_{2}+[(CH_{3})_{2}N]_{2}POCl}}} .
Диметилацетамид можно получать по реакции диметиламина с метилацетатом при повышенных температуре и давлении в присутствии метилата натрия.
{\displaystyle {\mathsf {CH_{3}COOCH_{3}+(CH_{3})_{2}NH{\xrightarrow {CH_{3}ONa}}CH_{3}CON(CH_{3})_{2}+CH_{3}OH}}}
Для очистки диметилацетамида его перемешивают с оксидом бария в течение нескольких дней, затем кипятят над оксидом бария в течение 1 часа, перегоняют при пониженном давлении и хранят над молекулярными ситами.

## Применение
Диметилацетамид применяется в производстве синтетических волокон и плёнок, для выделения диенов и стирола из продуктов пиролиза нефтяных фракций. Также его используют как катализатор или реакционную среду в реакциях галогенирования, алкилирования и циклизации.

## Токсичность
N,N-Диметилацетамид слаботоксичен ЛД50 = 4,2г/кг (мыши, перорально). При длительном контакте с кожей вызывает интоксикацию организма. ПДК для рабочей зоны составляет 1 мг/м3.